# Jill Officer
Jill Officer (ur. 2 czerwca 1975 w Winnipeg) – kanadyjska curlerka, mistrzyni olimpijska z 2014, mistrzyni świata z 2008 i 2018. W latach 2003–2018 grała jako druga w drużynie Jennifer Jones.
Officer związana jest z Jones od czasu juniorskiego. W 1993 i 1994 reprezentowała Manitobę na mistrzostwach Kanady, które wygrała w 1994. Po dwóch latach została także mistrzynią prowincji w rywalizacji mikstów.
W 2002 dotarła do finału mistrzostw Manitoby, w którym przegrała przeciwko Jennifer Jones. Z kolei Jones dała możliwość Officer wystąpienia jako rezerwowa na Scott Tournament of Hearts 2002. Zespół z Winnipeg zajął 4. miejsce. W 2004 jako mistrz prowincji wystąpiła na mistrzostwach Kanady mikstów zdobywając brązowy medal.
Drugi raz w Tournament of Hearts, pierwszy raz jako stały zawodnik w drużynie, Officer wystąpiła w 2005. Zespół Jones zdobył tytuł mistrzowski po pokonaniu w finale 8:6 Ontario (Jenn Hanna). W Mistrzostwach Świata 2005 Kanadyjki zajęły 4. miejsce, w meczu o brąz wysoko (5:12) przegrały z Norweżkami (Dordi Nordby). Rok później Offider jako członek Team Canada dotarła do finału rywalizacji krajowej, gdzie 6:8 przegrała z Kolumbią Brytyjską (Kelly Scott).
Rok później ekipie Jones ponownie udało się wystąpić w Tournament of Hearts. Reprezentantki Manitoby odpadły w półfinale po porażce 5:7 z Team Canada (Kelly Scott). Następny występ w 2008 zakończył się triumfem. Podobnie było na MŚ, kiedy Kanadyjki pokonały w finale Chinki (Wang Bingyu) 7:4.
Zespół Jones obronił tytuł mistrzyń Kanady jeszcze dwukrotnie. W MŚ 2009 Kanada zakwalifikowała się do niższego meczu play-off, gdzie przegrała przeciwko Szwecji (Anette Norberg) 4:5. Obrończynie tytułu ostatecznie nie zdobyły medalu, w meczu o brąz przegrały 6:7 z duńską drużyną Angeliny Jensen. Po roku Officer także znalazła się z małym finale, w Swift Current Kanadyjki wywalczyły brąz pokonując Szwedki (Cecilia Östlund) 9:6. Rok później zespołowi Jones nie udało się obronić tytułu mistrzowskiego, w finale Scotties Tournament of Hearts 2011 przegrał 7:8 z Saskatchewan (Amber Holland).
W maju 2011 Officer ogłosiła, że spodziewa się dziecka, w związku z tym na początku sezonu 2011/2012 została zastąpiona przez Joëlle Sabourin. Uczestniczyła już w Scotties Tournament of Hearts 2012, gdzie zdobyła brązowe medale wygrywając 8:6 nad Quebekiem (Marie-France Larouche). W kolejnych mistrzostwach kraju ekipa uplasowała się na 2. miejscu ulegając w finale Rachel Homan.
Officer reprezentowała Kanadę na Zimowych Igrzyskach Olimpijskich 2014. W grudniu 2013 jej drużyna triumfowała w krajowych eliminacjach w finale pokonując 8:4 zespół Sherry Middaugh. Podczas turnieju w Soczi Kanadyjki sięgnęły po złote medale, były lepsze od swoich przeciwniczek we wszystkich spotkaniach. W półfinale zawodniczki w Winnipeg pokonały 6:4 Brytyjki (Eve Muirhead) i w finale 6:3 Szwedki (Margaretha Sigfridsson).
W 2015 zespół Officer wygrywając Maniotba Scotties Tournament of Hearts 2015 awansował do Mistrzostw Kanady. Podczas turnieju w Moose Jaw zespół z Winnipeg z pierwszego miejsca awansował do fazy finałowej. Zdobył złote medale pokonując w górnym meczu Page play-off i finale (odpowiednio 8:6 i 6:5) reprezentację Alberty (Valerie Sweeting). Kanadyjki podczas Mistrzostw Świata 2015 awansowały do rundy zasadniczej. Po przegranym meczu przeciwko Szwajcarii (Alina Pätz) w półfinale zwyciężyły nad Rosjankami (Anna Sidorowa) i ponownie zmierzyły się z Pätz. Officer ostatecznie stanęła na drugim miejscu podium, Szwajcarki w finale wygrały wynikiem 5:3. W kolejnych mistrzostwach Kanady Team Canada zdobył brązowe medale.
W 2018 roku drużyna Jones wygrała Scotties i reprezentowała Kanadę na mistrzostwach świata, gdzie zajęła pierwsze miejsce, w finale pokonując Annę Hasselborg. Po mistrzostwach świata Officer ogłosiła zakończenie kariery z końcem sezonu.
Officer jest jedną z sześciu osób, które pięciokrotnie sięgały po złoto w mistrzostwach Kanady kobiet, do pozostałej piątki należą: Jennifer Jones, Joyce McKee, Nancy Delahunt, Kim Kelly i Mary Anne Arsenault.

## Wielki Szlem
| Turniej                | 2006/2007 | 2007/2008 | 2008/2009 | 2009/2010 | 2010/2011 | 2011/2012 | 2012/2013 | 2013/2014 | 2014/2015 |
| ---------------------- | --------- | --------- | --------- | --------- | --------- | --------- | --------- | --------- | --------- |
| Autumn Gold            | x         | W         | x         | W         | SF        | A         | x         | QF        | W         |
| Manitoba Lotteries     | F         | F         | QF        | F         | QF        | QF        | QF        | W         | W*        |
| Colonial Square        | ?*        | ?*        | ?*        | ?*        | F*        | SF*       | x         | W         | A         |
| Masters                | ?*        | ?*        | A*        | ?*        | W*        | SF*       | x         | SF        | SF        |
| Canadian Open          | —         | —         | —         | —         | —         | —         | —         | —         | QF        |
| Players’ Championships | W         | x         | W         | QF        | W         | SF        | SF        | W         | x         |

| —  | = turniej nie odbył się                          |
| A  | = nie uczestniczyła                              |
| x  | = nie zakwalifikowała się do fazy finałowej      |
| QF | = ćwierćfinał                                    |
| SF | = półfinał                                       |
| F  | = finał                                          |
| W  | = zwycięstwo                                     |
| *  | = turniej niezaliczany do cyklu Wielkiego Szlema |

### Nierozgrywane
| Turniej               | 2006/2007 | 2007/2008 | 2008/2009 | 2010/2011 |
| --------------------- | --------- | --------- | --------- | --------- |
| Wayden Transportation | QF        | x         | W         | —         |
| Sobeys Slam           | —         | x         | x         | W         |

## Drużyna
|           | Czwarty/-a     | Trzeci/-a             | Drugi/-a     | Otwierający/-a      |
| --------- | -------------- | --------------------- | ------------ | ------------------- |
| od 20101  | Jennifer Jones | Kaitlyn Lawes         | Jill Officer | Dawn McEwen         |
| 2007/2010 | Jennifer Jones | Cathy Overton-Clapham | Jill Officer | Dawn McEwen         |
| 2006/2007 | Jennifer Jones | Cathy Overton-Clapham | Jill Officer | Dana Allerton       |
| 2005/2006 | Jennifer Jones | Cathy Overton-Clapham | Jill Officer | Georgina Wheatcroft |
| 2004/2005 | Jennifer Jones | Cathy Overton-Clapham | Jill Officer | Cathy Gauthier      |
| 2003/2004 | Jennifer Jones | Karen Porritt         | Jill Officer | Lynn Fallis-Kurz    |
| CJC 1994  | Jennifer Jones | Trisha Baldwin        | Jill Officer | Dana Malanchuk      |

1 - od września do grudnia 2012 Jennifer Jones nie grała z powodu ciąży. Czwartą i kapitanem była Kaitlyn Lawes, jako trzecia do zespołu dołączyła Kirsten Wall.
| Mikst    | Czwarty/-a    | Trzeci/-a    | Drugi/-a       | Otwierający/-a |
| -------- | ------------- | ------------ | -------------- | -------------- |
| CMC 2004 | Terry McNamee | Jill Officer | Brendan Taylor | Tanya Robins   |

## CTRS
Pozycje drużyn Jill Officer w rankingu CTRS:
- 2003–2004 – 8.
- 2004–2005 – 7.
- 2005−2006 – 1.
- 2006–2007 – 1.
- 2007–2008 – 2.
- 2008–2009 – 2.[13]
- 2009–2010 – 1.
- 2010–2011 – 1.
- 2011–2012 – 1.
- 2012−2013 – 2.
- 2013–2014 – 1.[14]
- 2014–2015 – 1.